# Liste der Monuments historiques in Bouhans-et-Feurg
Die Liste der Monuments historiques in Bouhans-et-Feurg führt die Monuments historiques in der französischen Gemeinde Bouhans-et-Feurg auf.

## Liste der Objekte
| Bezeichnung                                        | Beschreibung | Standort                                            | Kennzeichnung | Schutzstatus | Datum | Bild |
| -------------------------------------------------- | --- | --------------------------------------------------- | ------------- | ------------ | ----- | ---- |
| Skulptur Unterweisung Mariens                      | Stein, farbig gefasst, 18. Jahrhundert                                                                          | Feurg, in der Kirche Assomption-de-la-Vierge (Lage) | PM70002081    | Inscrit      | 1974  |      |
| Hauptaltar                                         | Altartisch, Tabernakel und Retabel; Stuck, farbig gefasst, 18. Jahrhundert; zugehörig PM70001751 und PM70001752 | Feurg, in der Kirche Assomption-de-la-Vierge (Lage) | PM70001750    | Classé       | 1993  |      |
| Gemälde Mariä Himmelfahrt                          | Ölfarbe auf Leinwand, 18. Jahrhundert                                                                           | Feurg, in der Kirche Assomption-de-la-Vierge (Lage) | PM70001751    | Classé       | 1993  |      |
| Zwei Skulpturen: Petrus und heilige Katharina      | Stuck, farbig gefasst, 18. Jahrhundert                                                                          | Feurg, in der Kirche Assomption-de-la-Vierge (Lage) | PM70001752    | Classé       | 1993  |      |
| Linker Seitenaltar                                 | Altartisch und Retabel; Stuck, 18. Jahrhundert; zugehörig PM70001754 bis PM70001756                             | Feurg, in der Kirche Assomption-de-la-Vierge (Lage) | PM70001753    | Classé       | 1993  |      |
| Skulptur Heiliger Antonius von Padua mit Jesuskind | Stuck, 18. Jahrhundert                                                                                          | Feurg, in der Kirche Assomption-de-la-Vierge (Lage) | PM70001754    | Classé       | 1993  |      |
| Skulptur Heiliger Ludwig                           | Stuck, 18. Jahrhundert                                                                                          | Feurg, in der Kirche Assomption-de-la-Vierge (Lage) | PM70001755    | Classé       | 1993  |      |
| Skulptur Heiliger Nikolaus                         | Stuck, 18. Jahrhundert                                                                                          | Feurg, in der Kirche Assomption-de-la-Vierge (Lage) | PM70001756    | Classé       | 1993  |      |
| Rechter Seitenaltar                                | Altartisch und Retabel; Stuck, 18. Jahrhundert; zugehörig PM70001758                                            | Feurg, in der Kirche Assomption-de-la-Vierge (Lage) | PM70001757    | Classé       | 1993  |      |
| Drei Skulpturen                                    | Stuck, 18. Jahrhundert                                                                                          | Feurg, in der Kirche Assomption-de-la-Vierge (Lage) | PM70001758    | Classé       | 1993  |      |
| Gemälde Befreiung des Petrus aus dem Gefängnis     | Ölfarbe auf Leinwand, bezeichnet 1694                                                                           | Bouhans, in der Kirche St-Pierre-ès-Liens (Lage)    | PM70002031    | Inscrit      | 2002  |      |
| Skulptur Madonna mit Kind                          | Holz, farbig gefasst, 18. Jahrhundert                                                                           | Feurg, in der Kirche Assomption-de-la-Vierge (Lage) | PM70002082    | Inscrit      | 1974  |      |
| Gemälde Darstellung des Herrn                      | Ölfarbe auf Leinwand, 18. Jahrhundert                                                                           | Feurg, in der Kirche Assomption-de-la-Vierge (Lage) | PM70002083    | Inscrit      | 1974  |      |
| Gemälde Vision des heiligen Antonius               | Ölfarbe auf Leinwand, 18. Jahrhundert                                                                           | Feurg, in der Kirche Assomption-de-la-Vierge (Lage) | PM70002084    | Inscrit      | 1974  |      |
| Skulptur Petrus in Ketten                          | Stein, 17. Jahrhundert                                                                                          | Feurg, in der Kirche Assomption-de-la-Vierge (Lage) | PM70002085    | Inscrit      | 1989  |      |
| Gemälde Mariä Himmelfahrt                          | Ölfarbe auf Leinwand, 18. Jahrhundert                                                                           | Feurg, in der Kirche Assomption-de-la-Vierge (Lage) | PM70002086    | Inscrit      | 1992  |      |
| Beichtstuhl                                        | Holz, bemalt, 18. Jahrhundert                                                                                   | Feurg, in der Kirche Assomption-de-la-Vierge (Lage) | PM70002087    | Inscrit      | 1992  |      |
| Prozessionskreuz                                   | Kupfer, um 1800                                                                                                 | Feurg, in der Kirche Assomption-de-la-Vierge (Lage) | PM70002088    | Inscrit      | 1992  |      |